# 이노우에 유이코
이노우에 유이코(일본어: 井上 由惟子, 1991년 10월 12일 ~ )는 일본의 여자 축구 선수이다.

## 구단 경력
나데시코 리그의 제프 유나이티드 지바에서 활동했다.

## 국가대표팀 경력
그녀는 2008년 FIFA U-17 여자 월드컵에 참가할 일본 U-17 국가대표팀에 발탁되었으며, 4경기에 출전, 1득점을 넣었다.